# Carlo Venturini (politico)
Carlo Venturini (Santa Sofia, 1901 – Nancy, 1971) è stato un politico, sindacalista e antifascista italiano.

## Biografia
Figlio di un falegname e primo di sei fratelli, a 15 anni va in Friuli con le squadre che costruiscono le baracche per le truppe in guerra, rimanendo coinvolto nella ritirata di Caporetto. Una volta a casa, è assunto come fattorino sulla linea S.Sofia-Meldola-Forlì della Sita, la Società di trasporti automobilistici. Si iscrive alle "avanguardie socialiste", fa il militare a Tortona, diventa rappresentante della Sita per l'Alto Bidente. Nel 1930 espatria in Francia, si stabilisce nella zona della Mosella, prende contatto con il mondo dei fuoriusciti italiani tra cui Pietro Nenni. E con lui getta le basi per l'organizzazione della Federazione socialista dell'Est della Francia e del Lussemburgo, diventandone segretario. Si reca spesso a Parigi per partecipare a convegni e congressi, conosce Luigi Campolonghi, Giuseppe Emanuele Modigliani, Mario Angeloni, Giuseppe Saragat, tanti altri, è membro attivo della Lega Italiana dei Diritti dell'Uomo. 
Si fa raggiungere dalla moglie e dalla figlioletta, nel 1934 si stabilisce a Nancy dove apre una falegnameria. Ospita più volte Nenni, ha contatti con Carlo Rosselli, fonda il giornale Nuovo Avanti insieme a Giulio Vespignani ed altri. Per il lavoro compra un camioncino che verrà poi chiamato la storica camionetta dal momento che  "oltre al lavoro, serviva anche al trasporto degli amici. Campolonghi ne approfittò per una gita nei Vosgi, con Buozzi compii un giro di propaganda, anche Nenni l'utilizzò diverse volte". A lui Nenni chiederà più volte un aiuto economico, a lui faranno riferimento anche due delle quattro figlie di Nenni, Vany e Vivà, che si trasferiranno proprio a Nancy con i rispettivi mariti.
Allo scoppio della guerra, nel 1939, si arruola volontario nell'esercito francese. Ha la patente di guida, è destinato al 5º Genio di stanza a Versailles. Dopo la sconfitta, si ritrova isolato a Tolosa. Rientra a Nancy, nel 1941 è arrestato dalla Gestapo e rinchiuso nel campo di prigionia di Compiègne. Torna libero dopo alcuni mesi, si reca più volte clandestinamente a Parigi per incontrare i capi della Resistenza francese, gli amici di Giustizia e Libertà, gli esponenti della Lega per i Diritti dell'Uomo. Ed è a lui che, con una lettera cifrata, la moglie di Nenni, Carmen, scrive per annunciare che il marito è stato arrestato. Dopo lo sbarco alleato in Francia, diventa presidente del Comitato italiano di liberazione e delegato della CRI per alcuni Dipartimenti francesi. Riapre quindi le sedi consolari, si occupa dei rimpatri, sarà uno dei quattro italiani ad accogliere nell'agosto 1945 il rientro ufficiale in Francia di Pietro Nenni quale vicepresidente del governo italiano.
In settembre Nenni, che insieme alla moglie Carmen si è recato in Polonia a visitare il campo di concentramento in cui è morta la figlia Vivà, invierà a Venturini e alla moglie una cartolina postale in cui è raffigurato l'ingresso di Auschwitz: "Cari amici, dal campo dove con milioni di vittime anche la nostra Vivà è morta, vi giunga il nostro pensiero per il bene che le avete avuto. Di lei non abbiamo diretto ricordo se non la fiche fotografica. Il luogo è di una infinita tristezza".
Carlo Venturini resterà in Francia, a Nancy, dove si dedicherà al sindacalismo, fonderà il notiziario L'Italia d'oggigiorno e scriverà con il nome di "Charles Venturini" la sua autobiografia contenente il carteggio con la famiglia Nenni.

## Opere
- Una vita palpitante, Nancy, Imprimerie Nanceienne, 1954.